# (6100) Kunitomoikkansai
(6100) Kunitomoikkansai es un asteroide perteneciente al cinturón de asteroides, región del sistema solar que se encuentra entre las órbitas de Marte y Júpiter, descubierto el 9 de noviembre de 1991 por Atsushi Sugie desde el Observatorio Astronómico Dynic, Taga, Japón.

## Designación y nombre
Designado provisionalmente como 1991 VK4. Fue nombrado Kunitomoikkansai en homenaje a Ikkansai Kunitomo. Nacido en una familia de fabricantes de armas en el período Edo en Japón, hizo varios telescopios reflectores gregorianos completamente de su propio diseño y observó el Sol, la Luna y los planetas. Durante 14 meses durante 1835-1836 realizó una serie continua de observaciones de manchas solares.

## Características orbitales
Kunitomoikkansai está situado a una distancia media del Sol de 2,329 ua, pudiendo alejarse hasta 2,641 ua y acercarse hasta 2,017 ua. Su excentricidad es 0,133 y la inclinación orbital 3,399 grados. Emplea 1298,91 días en completar una órbita alrededor del Sol.

## Características físicas
La magnitud absoluta de Kunitomoikkansai es 13,5. Tiene 4,057 km de diámetro y su albedo se estima en 0,468. 